# Bressana Bottarone
Bressana Bottarone é uma comuna italiana da região da Lombardia, província de Pavia, com cerca de 3.142 habitantes. Estende-se por uma área de 13 km², tendo uma densidade populacional de 242 hab/km². Faz fronteira com Bastida Pancarana, Casatisma, Castelletto di Branduzzo, Cava Manara, Pinarolo Po, Rea, Robecco Pavese, Verrua Po.

## Demografia
| Variação demográfica do município entre 1861 e 2011                               |
|                                                                                   |
| Fonte: Istituto Nazionale di Statistica (ISTAT) - Elaboração gráfica da Wikipedia |